# Duos pour violons de Boccherini

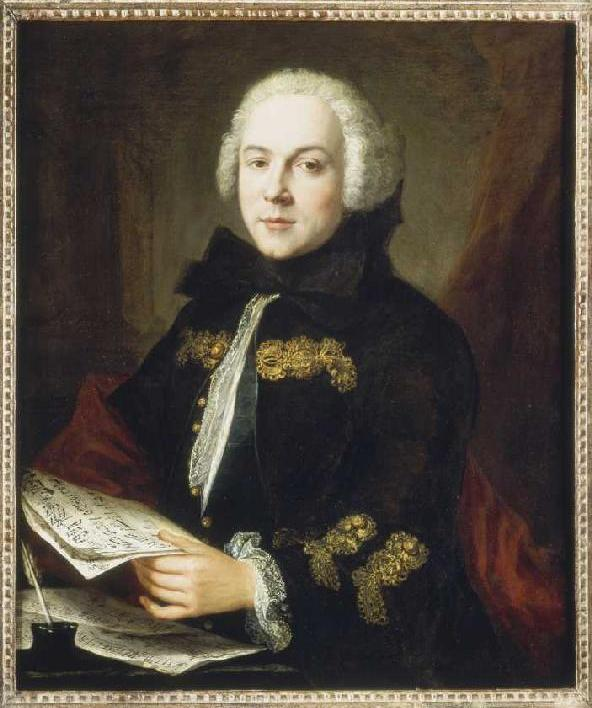
Portrait de Luigi Boccherini, 1764-68. Huile sur toile de Jean-Étienne Liotard. Collection privée, Budenheim, Allemagne.

Les duos pour deux violons de Luigi Boccherini se composent de 6 duos avec numéro d'opus daté de 1761 et d'un duo sans numéro d'opus : « La bona notte » (G.62).

## Duos pour violons par numéro d'opus

### Opus 3 (1761)
- Duo op. 3 nº 1 en sol majeur (G.56)

1. Grazioso
2. Allegro
3. Presto

- Duo op. 3 nº 2 en fa majeur (G.57)

1. Presto
2. Largo
3. Tempo di Minuetto

- Duo op. 3 nº 3 en la majeur (G.58)

1. Allegro
2. Largo
3. Minuetto/Trio'

- Duo op. 3 nº 4 en si bémol majeur (G.59)

1. Moderato
2. Largo
3. Allegro

- Duo op. 3 nº 5 en mi bémol majeur (G.60)

1. Presto
2. Adagio
3. Tempo di Minuetto

- Duo op. 3 nº 6 en ré majeur (G.61)

1. Allegro assai
2. Adagio
3. Minuetto/Trio

## Duo pour violons par numéroGérard

### (G.62)
- Duo en mi bémol majeur « La bona notte » (c.1766)

1. Amoroso
2. Rondo. Allegretto / Allegro
3. Minuetto sostenuto / Trio
4. Presto assai « La bona notte »

## Discographie
- Sei duetti per due violini - Op. 5 (Op. 3, G. 56-61) - Marco Rogliano et Gianfranco Iannetta- Bologna, Tactus TC 740204, 2005
- La bona notte et trois Trios [G.102, G.93, G.62, G.98] - La Real Cámara (Barcelone, 1994, Glossa GCD 920301) (OCLC 722406578).